# 나주 운흥사지 금동여래입상
나주 운흥사지 금동여래입상(羅州 雲興寺址 金銅如來立像)은 대한민국 전라남도 나주시 다도면 암정리, 운흥사지에 있는 통일신라의 불상이다. 2003년 5월 27일 전라남도의 유형문화재 제260호로 지정되었다.

## 개요
나주 운흥사지 금동여래입상은 운흥사지 발굴조사(발굴조사기관：전남문화재연구원)에서 2001년 9월 16일 출토된 불상이다. 이 불상은 통일신라시대 불상으로 광배와 몸체와 대좌가 함께 주조되어 있는 특징이 있다.
육계는 비교적 두텁고 높게 솟아 있으며 머리는 언뜻 보면 소발처럼 보이나 자세히 보면 오랜 세월동안 마모상태가 심한 편이긴 하나 나발의 흔적이 역력하다. 더구나 이 나발은 육계부분까지를 포함하고 있다. 상호는 호형의 예리한 눈썹과 일자형의 눈모습인데 눈두덩이 두툼하게 돋아난 행인형 모습이다. 코와 입술부분이 훼손되어 정확한 윤곽이 보이지 않지만 입주위의 양볼에 나타난 알맞은 볼륨은 8∼9세기 금동불에서 느낄 수 있는 모습이다. 양쪽 귀는 길게 수직으로 내려와 어깨 위에서 멎었고 목 밑으로 장식되는 삼도(三道)가 나타나지 않은 것이 이채롭다.
법의는 통견으로 양어깨를 깊숙하게 덮고 있는데, U자형의 옷주름이 앞가슴으로 내려오면서 그 끝자락은 깊숙하게 U자형을 그리면서 다시 위로 올라와 양팔을 걸쳐 동체 뒤편으로 연결되고 있다. 다리는 약간 벌려 직립하였으며 발등과 발가락이 선명하게 드러나고 있다. 수인은 우리나라 초기불상에서 나타나는 통인으로서 시무외인과 여원인을 취하고 있다.
대좌는 상·하대로 구성되었는데 원형이다. 하대에는 2줄의 띠줄이 돌려지고 그 위로 외잎 8엽의 복련이 조식되었다. 또 상대 역시 외잎 8엽의 앙련이 조식되었는데, 상·하대 연화문의 기법은 매우 소박하고 단조롭다.
광배는 주형거신광인데 상단의 끝머리가 약간 손상되어 꾸부려져 있다. 보존처리시 훼손이 염려되어 그대로 존치했다고 한다. 이 광배는 우리나라 불상에서 흔히 볼 수 있는 주형거신광이면서도 약간 특이한 형식이다. 즉 상단 얼굴 부위쯤에서 두 개의 타원형이 겹쳐진 현상이라는 것이다. 이 같은 광배형식은 국내 금동불에서는 희귀한 편이다. 광배의 장식문양을 보면, 외곽은 불꽃무늬로 가득차게 했고, 그 내부로 다시 외곽 형태와 같은 두광과 거신광이 겹친 타원형을 그렸는데 2줄의 음각 띠줄을 돌려 구분하였다. 내부의 두광과 거신광에는 연화문이 장식되었으나 그 기법은 정교하거나 치밀하지 않고 매우 형식화되었다. 광배의 뒷면은 상·하로 구멍이 뚫려 타원형으로 관통되게 하였는데, 이 구멍은 불신내부와 대좌의 내부까지 관통되게 하였다.
나주 운흥사지 금동여래입상은 삼국시대 금동불에서 흔히 볼 수 있는 주형거신광이면서도 특이하게도 두 개의 타원형이 겹쳐진 이중원형의 거신광이다. 운흥사지 금동여래입상은 광배 및 대좌가 완벽하게 갖추어진 예로서 전남에서는 최초의 사례라 하겠다. 현재 이 금동불은 보존처리가 완벽하게 완료된 상태로서 보관상태가 매우 양호한 편이다.
이 불상은 통일신라시대 불상으로서 동 시기의 유물이 많지 않다는 데서 역사적인 가치가 있으며, 고대 불교문화사 이해와 비교연구를 하는데 있어 귀중한 학술적 가치를 지닌다. 또한 세부 문양기법이나 주형의 거신광 등 예술적인 측면에서도 가치가 뛰어나다.

## 참고 자료
- 나주운흥사지금동여래입상 - 국가유산청 국가유산포털